# الیور دنهام
الیور دنهام (انگلیسی: Oliver Denham؛ زادهٔ ۴ مهٔ ۲۰۰۲) بازیکن فوتبال اهل بریتانیا است.